# 葡萄酒歷史

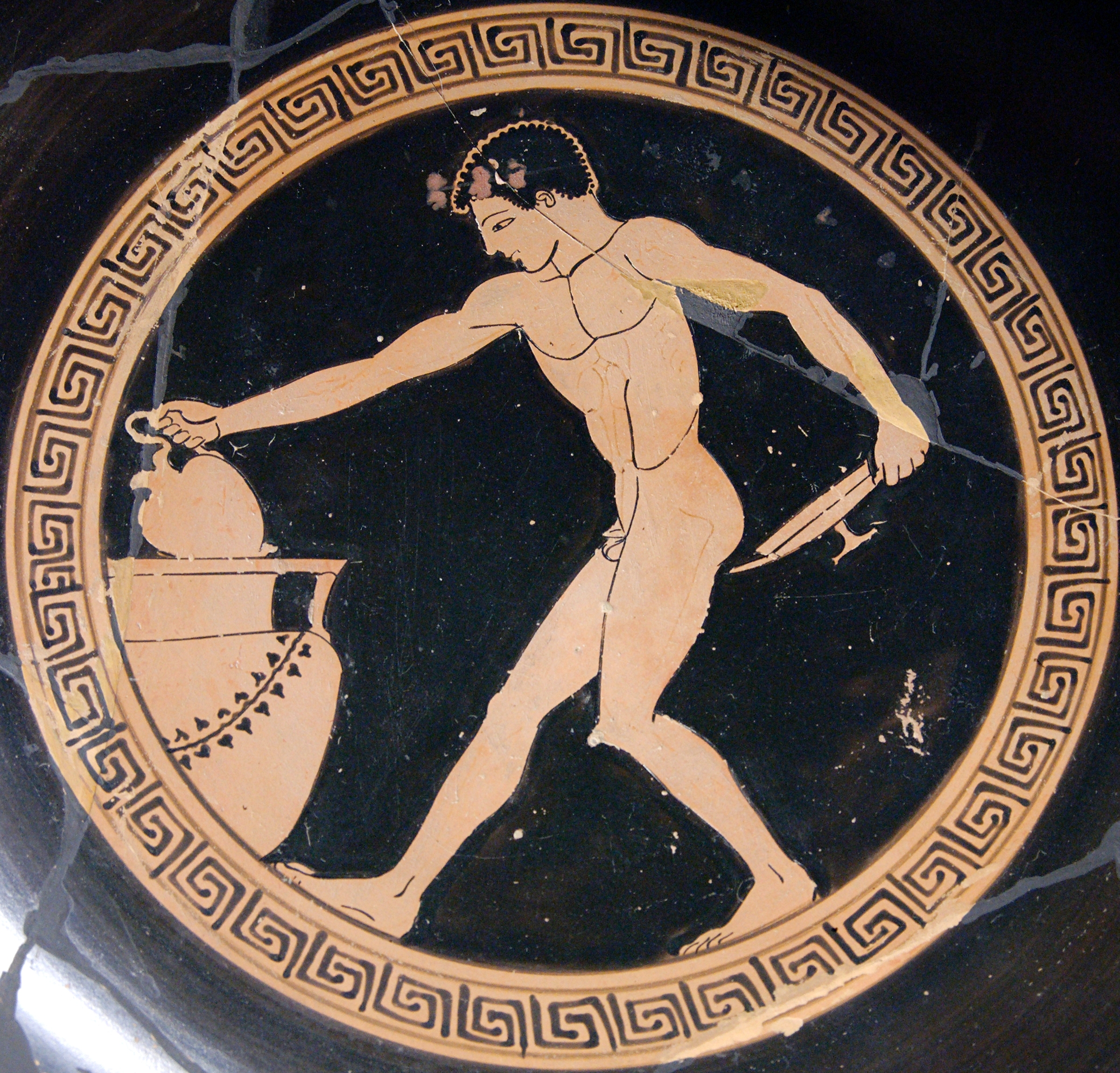
一位在古希臘時代宴會 (古希臘)中取酒的男孩（繪於西元前490－480年的古希臘彩陶酒罈上）

葡萄酒歷史距今已有數千年，在歷史的演進過程中與人類農業和西方文明具有非常緊密的連結。據考古證據顯示，最早的釀酒紀錄可能出現在中國賈湖(今河南省漯河市舞陽縣北舞渡鎮西南1.5公里的賈湖村)，距今約9,000年前的新石器時代早期之裴李崗文化，不久之後才於中東地區出現廣泛的葡萄酒釀造紀錄，像是美索不達米亞、古以色列、腓尼基、古埃及、古希臘、羅馬等古文明，在他們文化當中葡萄屬植物與其果汁發酵飲品佔了生活很重要的一部分，而在西歐以及地中海的葡萄酒主要產地大部分在中世紀前就已大量種植。
葡萄酒的釀造技術在羅馬帝國時期被大為提高，許多葡萄品種、栽植方法仍流傳至今；而釀酒製程和貯存、運送酒品的橡木桶也是自羅馬帝國時期所發展的。